# Ратанице
Ратани́це (пол. Ratanice) — село в Польше в сельской гмине Чернихув Краковского повета Малопольского воеводства.
Село располагается в 2 км от административного центра гмины села Чернихув и в 22 км от административного центра воеводства города Краков.
В 1975—1998 годах село входило в состав Краковского воеводства.